# Club Atlético Peñarol (fútbol femenino)
El Club Atlético Peñarol Femenino es un club de fútbol de Montevideo, Uruguay. Toma su nombre del barrio Peñarol, ubicado al noroeste de la ciudad. Su disciplina de fútbol femenino data desde 2012, oficia de local en Las Acacias, y actualmente compite en la Campeonato Uruguayo de Fútbol Femenino.
Sus títulos nacionales oficiales, son: Campeonato Uruguayo de 2017, 2018, 2019 y 2023 (se incluyen Apertura 2017 y 2019, y Clausura 2018, 2019 y 2023). Además ha participado tres veces de la Copa Libertadores (2018, 2019 y 2020) y tendrá su cuarta participación en la Copa Libertadores 2024.

## Historia

### Inicios
Su primera participación oficial fue en 2012 en el Campeonato Uruguayo de susodicho año. En su primer año lograron el segundo lugar en la Copa de Plata cayendo por 3-1 ante UdelaR. Volvió a participar en la temporada siguiente, donde se clasificaron para disputar la Copa Oro, cayendo en cuartos de final por goleada 7-1 ante Colón.  Luego de ese campeonato el club abandonó la disciplina por dos años.

### Retorno
En 2016 se retorna a la actividad, compitiendo en el Campeonato Uruguayo del mismo año. El equipo realizó una gran campaña, siendo segunda de la Primera Fase sin perder un solo partido, aunque luego en Segunda Fase culminaron terceras fue esta su mejor campaña hasta ese momento.

### Consolidación y actualidad
El siguiente año marcó un hito en la historia del fútbol femenino del club, ya que se consagraron campeonas del Campeonato Uruguayo por primera vez en su historia en sus 4 participaciones hasta el momento, tras derrotar a Colón Fútbol Club en la semifinal y final, a las que accedieron como ganadoras del Clausura y de la Tabla Anual respectivamente.
Volvió a repetir la consagración en los dos campeonatos siguientes de 2018 y 2019, en esta última dejando en segundo lugar a sus rivales de Nacional, resultando en tricampeonas. Producto de ello, tuvo participación en las Copa Libertadores de 2018, 2019 y 2020, en todas ellas quedando eliminadas en fase de grupos. Desde entonces disputa la Primera División de forma ininterrumpida.
En el año 2023 las Carboneras vuelven a ganar el título del Campeonato Uruguayo tras conorarse ganando tres finales consecutivas ante Nacional, logrando vencer a su tradicional adversario en cuatro ocasiones consecutivas en un plazo de 28 días.  

## Datos del club

### Trayectoria

#### Participación en campeonatos nacionales
Cronograma

#### Participación en campeonatos internacionales
| Edición                                            | Copa        | Copa                 | Copa | Copa | Copa | Copa | Copa | Entrenador/a   |
| Edición                                            | Competición | Posición en el grupo | PJ   | G    | E    | P    | Pts. | Entrenador/a   |
| -------------------------------------------------- | ----------- | -------------------- | ---- | ---- | ---- | ---- | ---- | -------------- |
| 2018                                               |             | 4.° (fase de grupos) | 3    | 1    | 0    | 2    | 3    | Daniel Pérez   |
| 2019                                               |             | 3.° (fase de grupos) | 3    | 0    | 1    | 2    | 1    | Daniel Pérez   |
| 2020                                               |             | 4.° (fase de grupos) | 3    | 0    | 2    | 1    | 2    | Felipe Rebollo |
| Datos actualizados hasta el 24 de febrero de 2023. |             |                      |      |      |      |      |      |                |

|  | Copa Libertadores de América |

1. ↑  Si bien fue la edición del año 2020, se disputó en el año 2021

### Palmarés
Torneos
| Torneos Nacionales       | Torneos Nacionales     | Torneos Nacionales |
| ------------------------ | ---------------------- | ------------------ |
| Competición              | Títulos                | Subcampeonatos     |
| Campeonato Uruguayo (4): | 2017, 2018, 2019, 2023 | 2020, 2022, 2024   |
| Torneo Apertura (2):     | 2017, 2019             | 2022               |
| Torneo Clausura (3):     | 2018, 2019, 2023       | 2017, 2022         |

## Jugadoras

### Mercado de pases
| Altas y bajas 2023 | Altas y bajas 2023 | Altas y bajas 2023 | Altas y bajas 2023    |
| Altas              | Altas              | Bajas              | Bajas                 |
| Jugadora           | Origen             | Jugadora           | Destino               |
| ------------------ | ------------------ | ------------------ | --------------------- |
| Josefina Félix     | Defensor Sporting  | Belén Aquino       | Inter de Porto Alegre |
| Karoline Fernández | Liverpool          | Sofía Ramondegui   | Nacional              |
| Pilar Vera         | Liverpool          | Florencia Vicente  | Agente libre          |
|                    |                    | Denisse Dufau      | Agente libre          |
|                    |                    | Adriana Salvagno   | Agente libre          |
|                    |                    | Manuela Olivera    | Agente libre          |
|                    |                    | Marcia Goñi        | Agente libre          |
|                    |                    | Paula Viera        | Agente libre          |
|                    |                    | Silvia Budes       | Agente libre          |
|                    |                    | Camila López       | Platense              |
|                    |                    | Florencia Méndez   | El Porvenir           |
|                    |                    | Ximena Velazco     | Avaí                  |
|                    |                    | Catia Gómez        | Agente libre          |